# Theo Öhlinger
Theodor „Theo“ Öhlinger (geboren am 22. Juni 1939 in Ried im Innkreis; gestorben am 10. Dezember 2023 in Wien) war ein österreichischer Verfassungsjurist und Hochschullehrer.

## Leben und Werk
Nach dem Besuch der Volksschule (1946–1950) und eines humanistischen Gymnasiums (1950–1958) studierte Öhlinger von 1958 bis 1962 Philosophie und von 1962 bis 1966 Rechts- und Staatswissenschaften an den Universitäten Innsbruck und Wien. Von 1967 bis 1972 war er Mitarbeiter im Verfassungsdienst des Bundeskanzleramtes der Republik Österreich und war parallel dazu zwischen 1965 und 1974 auch als Universitätsassistent tätig. 1972 habilitierte er sich an der Universität Innsbruck und wurde dort im Jahr darauf zum ao. Professor für Europarecht ernannt. 1974 nahm er einen Ruf der Universität Wien an und wirkte dort fortan bis 2007 als Ordinarius für öffentliches Recht. Von 1995 bis 2005 übernahm er zusätzlich die Funktion des Vorstands des Instituts für Staats- und Verwaltungsrecht an der Rechtswissenschaftlichen Fakultät der Universität Wien. Gastprofessuren führten ihn an die Universität Paris-Nanterre, an die Dickinson School of Law der Pennsylvania State University sowie an die Universitäten von Fribourg und Universität Aix-en-Provence.
Von 1977 bis 1989 fungierte der Jurist als Ersatzmitglied des Verfassungsgerichtshofs, von 1989 bis 1995 war er Direktor der Verwaltungsakademie des Bundes. In den Jahren 1984 bis 1990 gehörte er dem Committee of Independent Experts der Europäischen Sozialcharta, von 1992 bis 2004 war er Vorstandsmitglied der International Association of Constitutional Law (IACL). Ab 1999 bekleidete er die Funktion des Stellvertretenden Vorsitzenden des Kuratoriums des Kunsthistorischen Museums in Wien.
2003 bis 2005 war Öhlinger Mitglied des Österreich-Konvents, 2007 und 2008 Mitglied der Arbeitsgruppe Verfassungsreform im Bundeskanzleramt. Er bezog in Schriften, Reden, Vorträgen und Interviews regelmäßig Stellung zu historischen und aktuellen verfassungsrechtlichen Fragen.
Öhlinger wurde mehrfach ausgezeichnet, u. a. wurde er 2012 zum Ritter der französischen Ehrenlegion ernannt und 2011 mit dem Österreichischen Ehrenkreuz für Wissenschaft und Kunst I. Klasse ausgezeichnet. 2019 erhielt er den Wilhelm-Hartel-Preis der Österreichischen Akademie der Wissenschaften.
Er wurde am Meidlinger Friedhof bestattet.

## Publikationen
Als Autor
- Der völkerrechtliche Vertrag im staatlichen Recht. Eine theoretische, dogmatische und vergleichende Untersuchung am Beispiel Österreichs, Forschungen aus Staat und Recht 23, Wien, New York 1973.
- Das Problem des verwaltungsrechtlichen Vertrages. Ein Baustein eines Allgemeinen Verwaltungsrechts des leistenden und planenden Staates, Salzburg – München 1974.
- Der Stufenbau der Rechtsordnung. Rechtstheoretische und ideologische Aspekte, Wien 1975.
- Der Bundesstaat zwischen Reiner Rechtslehre und Verfassungsrealität, Wien 1976.
- (gemeinsam mit Hans Mayrzedt und Gustav Kucera): Institutionelle Aspekte der österreichischen Integrationspolitik, Wien 1976.
- Verträge im Bundesstaat, Wien 1978.
- (gemeinsam mit Hans Floretta): Die Menschenrechtspakte der Vereinten Nationen. Ein Beitrag zum Stand der Grundrechte in Österreich, insbesondere zu den sozialen Grundrechten, Wien 1978.
- Verfassungsrechtliche Probleme der Mitbestimmung der Arbeitnehmer im Unternehmen, Wien 1982.
- Die Anwendung des Völkerrechts auf Verträge im Bundesstaat, Wien 1982.
- Legge sulla Corte Costituzionale austriaca, Firenze 1982.
- (gemeinsam mit Hans Richard Klecatsky): Die Gerichtsbarkeit des öffentlichen Rechts – VwGG, VfGG, MRK, Wien 1984.
- 60 Jahre Verwaltungsverfahrensgesetze – Verwaltungsstrafrechtsreform: Sind die Österreichischen Verwaltungsverfahrensgesetze noch zeitgemäß?, Verhandlungen des Neunten Österreichischen Juristentages, Wien 1985.
- Verfassungsrechtliche Aspekte eines Beitritts Österreichs zu den EG, Wien 1988.
- Der öffentliche Dienst zwischen Tradition und Reform, Verwaltungswissenschaftliche Studien, Band 3, Wien 1993.
- Verfassungsrecht, 1. Aufl. (2 Bände), Wien 1993/94; 2. Aufl. 1995; 3. Aufl. 1997; 4. Aufl. 1999; 5. Aufl. 2003; 6. Aufl. 2005; 7. Aufl. 2007; 8. Aufl. 2009.
- (gemeinsam mit Peter Pernthaler): Projekt eines Volksgruppenmandats im Kärntner Landtag. Rechtssystematische Untersuchung der Mitwirkungsmodelle von Volksgruppen in Europa und Vorschläge zur legistischen Umsetzung in der österreichischen Rechtsordnung, ETHNOS Band 49, Wien 1997.
- (gemeinsam mit Michael Potacs): Gemeinschaftsrecht und staatliches Recht, Die Anwendung des Europarechts im innerstaatlichen Bereich, Wien 1998; 1. Aufl. 1998; 2. Aufl. 2002; 3. Aufl. 2006.
- Verfassungsfragen einer Mitgliedschaft zur Europäischen Union, Ausgewählte Abhandlungen, Wien 1998.
- Verfahren vor den Gerichtshöfen des öffentlichen Rechts, Band I: Verfassungsgerichtsbarkeit (gemeinsam mit Martin Hiesel unter der Mitarbeit von Barbara Weichselbaum), 2. Aufl., Wien 2001.
- Die Museen und das Recht. Von der Öffnung der kaiserlichen Gemäldegalerie bis zum Bundesmuseengesetz, Wien 2008.
- (gemeinsam mit Michael Potacs): EU-Recht und staatliches Recht. Die Anwendung des Europarechts im innerstaatlichen Bereich, Wien 2012.
- (gemeinsam mit Harald Eberhard): Verfassungsrecht. 9. bis 12. Auflage, WUV Universitätsverlag, Wien 2010 bis 2019.

Als Herausgeber
- Methodik der Gesetzgebung. Legistische Richtlinien in Theorie und Praxis, Forschungen aus Staat und Recht 57, Wien, New York 1982.
- Gesetzgebung und Computer, Datenverarbeitung im Recht, München 1984.
- Recht und Sprache, Fritz Schönherr-Gedächtnissymposium 1985, Wien 1986.
- (gemeinsam mit Robert Weimar): Die Europäische Raumordnungscharta, Frankfurt am Main 1991.
- (gemeinsam mit Klaus Poier): Direkte Demokratie und Parlamentarismus?, Wien 2015.[10]

## Auszeichnungen
- 1972: Förderungspreis des Landes Oberösterreich für Wissenschaft
- 1973: Kardinal-Innitzer-Förderungspreis für Rechts- und Staatswissenschaften
- 2011: Österreichisches Ehrenkreuz für Wissenschaft und Kunst I. Klasse
- 2011: Officier dans l’Ordre des Palmes Académiques
- 2012: Chevalier dans l’Ordre de la Légion d’Honneur